# 田戎
田 戎（でん じゅう、? - 36年）は、中国の新代から後漢時代初期にかけての武将。豫州汝南郡西平県の人。義父は秦豊。義兄弟は延岑。妻の兄は辛臣。

## 事跡

### 夷陵の支配者
| 姓名           | 田戎                                        |
| 時代           | 新代 - 後漢時代                             |
| 生没年         | 生年不詳 - 36年（建武12年）                 |
| 字・別号       | 不詳                                        |
| 本貫・出身地等 | 豫州汝南郡西平県                            |
| 職官           | 掃地大将軍〔自称〕                          |
| 爵位・号等     | （周成王〔自称〕?）→翼江王〔成家〕          |
| 陣営・所属等   | 〔独立勢力〕→秦豊→公孫述                    |
| 家族・一族     | 義兄（妻の兄）:辛臣 義父：秦豊 義兄弟：延岑 |

夷陵（南郡）を根拠地とした新末後漢初の群雄の一人で、後に蜀（成家）の公孫述の部将となった人物。最初は、同郷の陳義と共に夷陵へ赴き、群盗を働いていた。更始元年（23年）には、田戎・陳義は夷陵を攻め陥とし、田戎は掃地大将軍を、陳義は黎丘大将軍をそれぞれ自称した。その後、田戎は各郡県を攻略し、数万人の軍勢を率いた。
建武3年（27年）7月、漢の征南大将軍岑彭が楚黎王秦豊を黎丘郷（南郡邔県）に包囲すると、妻の兄の辛臣の諌めにもかかわらず、田戎は漢に降ることを決める。建武4年（28年）春、田戎は辛臣に夷陵の留守を任せ、黎丘郷へ向かい、期日を定めて漢に降ろうとした。ところが辛臣が変心し、田戎の宝を盗んだ上で夷陵から逃亡して漢に降り、あわせて書面を田戎に送って降伏を勧める。辛臣が自分を売ったに違いないと疑った田戎は、結局漢への降伏を取りやめて、秦豊へ付くことにした。その後、時期は不明だが、田戎は、漢中から南陽へ逃れてきた当時の群雄の一人の延岑と共に、秦豊の娘を妻としている。
しかし田戎は岑彭との戦いで敗北して、その部将の伍公は漢に降伏し、田戎は夷陵へ撤退した。建武5年（29年）になると、秦豊が弱体化したために、岑彭率いる南征軍主力の矛先は田戎に向けられるようになった。同年3月、田戎は岑彭と津郷（南郡江陵県）で戦って敗北する。さらに岑彭に夷陵を攻略され、逃走先の秭帰（南郡）でも追撃を受ける。結局、田戎はわずか数十騎で蜀に逃れ、その妻子と数万の軍勢は尽く漢軍に鹵獲されてしまった。また、秦豊も同年6月に滅亡している。

### 公孫述の部将として
延岑と共に蜀の公孫述に降った田戎は、翼江王に封じられている。建武6年（30年）、公孫述の配下騎馬都尉荊邯は延岑・田戎をして二方向からの進撃を奏上し、延岑・田戎も逸る。しかし周囲が止め、また公孫述自身も延岑・田戎に猜疑心を抱いたため、漢への攻撃は取り止めた。ただ、この年には、田戎は公孫述の命により、将軍任満と共に江関（南郡巫県白帝城の対岸）へ出撃して、臨沮（南郡）・夷陵の間へ下り、旧部下を集めて荊州諸郡を攻略しようとしている。しかし、これは失敗に終わった。
建武9年（33年）3月、公孫述の命により、大司徒任満・南郡太守程汎と共に江関へ出撃して、漢の威虜将軍馮駿らを撃破し、巫・夷陵・夷道（南郡）を攻略した。その後、田戎らは荊門山・虎牙山（南郡夷陵県）を守備する。しかし、建武11年（35年）閏月、岑彭を荊門山で迎撃したが敗北し、任満は部下に殺され、程汎は生け捕られ、田戎は江関へ敗走した。さらに、追撃してきた馮駿に江関を包囲され、建武12年（36年）7月、江関は陥落して田戎は処刑されてしまう。